# Marta Čubová
Marta Čubová (* 8. července 1931) byla slovenská a československá politička, poúnorová bezpartijní poslankyně Národního shromáždění ČSSR a poslankyně Sněmovny lidu Federálního shromáždění na počátku normalizace.

## Biografie
Ve volbách roku 1964 byla zvolena do Národního shromáždění ČSSR za Východoslovenský kraj jako bezpartijní kandidátka. V Národním shromáždění zasedala až do konce volebního období parlamentu v roce 1968.
K roku 1968 se profesně uvádí jako mistrová z obvodu Poprad.
Po federalizaci Československa usedla roku 1969 do Sněmovny lidu Federálního shromáždění (volební obvod Poprad), kde setrvala do konce volebního období, tedy do voleb v roce 1971.